# Arbete (målning)
Arbete (engelska: Work) är en oljemålning av den engelske konstnären Ford Madox Brown. Den målades 1852–1865 och är sedan 1885 utställd på Manchester Art Gallery. Det finns även en mindre version från 1863 som ingår Birmingham Museum and Art Gallerys samlingar sedan 1927. Båda versionerna har en välvd överdel.
Brown började arbetet med motivet när han sommaren 1852 på plats gjorde några skisser av en grupp människor på Heath Street i Hampstead i norra London. Hans syfte var att visa en tvärsnitt av det moderna samhället med tilltagande urbanisering och klassklyftor i det viktorianska England. Han ville skildra olika aspekter av arbete: arbetarklassen, överklassen som inte behöver arbeta och de arbetslösa.
Centralt i den solbelysta förgrunden syns fyra föräldralösa barn och ett antal arbetare som gräver upp en väg för utläggning av avloppsrör. Tre personer, en blomsterförsäljare och två välbeställda damer, försöker ta sig förbi till vänster; i bakgrunden spärras vägen för en gentleman och hans dotter som kommer ridande. Till höger har konstnären avbildat Thomas Carlyle och Frederick Denison Maurice, som liksom konstnären engagerade sig för sociala frågor i samhällsdebatten. Vid sidan av gatan, i målningens högerkant, ligger arbetslösa och sover.
Manchesterversionen beställdes av T. E. Plint 1856 (Brown hade redan färdiga skisser då) och den mindre Birminghamversionen av James Leathart 1859. Brown arbetade långsamt och Plint hann avlida innan hans tavla var färdig. De båda tavlorna är mycket snarlika, en skillnad är dock kvinnan till vänster med parasoll. I Manchesterversionen är det konstnärens fru som stått modell för henne; i Birminghamversionen är det i stället beställarens fru Maria Leathart.